# Varga Lajos (főszolgabíró)
Balatonfüredi Varga Lajos (Balatonfüred, 1801. június 10. – Balatonfüred, 1864. február 18.), táblabíró, császári királyi főszolgabíró, földbirtokos.

## Élete
A református kisnemesi származású balatonfüredi Varga család sarja. Apja balatonfüredi Varga Ádám, földbirtokos, anyja Horváth Zsuzsanna. Apja 1798-ban vette meg Pálóczi Horváth Ádám balatonfüredi házát. A kor igénye szerinti iskolákat elvégezte, hiszen 1847. június 14-én kinevezték a tapolcai járás táblabírójának (főszolgabírójának, majd közigazgatási főbírójának). Ezt a tisztét, több ízben megerősítve 13 évig folyamatosan, 1860. július 12-ig látta el. Minden bizonnyal jól felkészült, tekintélyes hivatalnok volt, akire felettesei mindig számíthattak, kiszolgálta az abszolutizmus rendszerét, de aki mérlegelte, figyelembe vette alattvalói helyzetét is. Erre utal a szabadságharc idején Csány László kormánybiztossal, tapolcai főbíróként folytatott levelezése is, amely a kor egyik becses dokumentuma. Tudjuk róla, hogy megkülönböztetett figyelmet fordított a tapolcai járás iskolaügyére, amely a maga korában legfejlettebb volt Zala megyében. Fontos szerepet játszott a balatonfüredi színház történetében, amelynek felügyelője (egyes források szerint igazgatója) is volt.

## Házassága és gyermekei
1823-ban nősült Balatonfüreden; feleségül vette felsőszopori Etényi Jozefa kisasszonyt, akinek a szülei felsőszopori Etényi Ferenc (1761–1811), földbirtokos és a nemes Foky családból való nemes Foky Erzsébet (1772–1828) asszony voltak. Az apai nagyszülei felsőszopori Etényi Ádám, földbirtokos és felsőszopori Szily Katalin voltak; az utóbbi asszonyságnak a fivére felsőszopori Szily János (1735–1799) Szombathely első püspöke volt. Az anyai nagyszülei nemes Foky Benedek (1731-1779), zalai kapitány, földbirtokos, és Petermon Elizabeth voltak. Az anyai nagybátyjai báró Foky Zsigmond (1770-1823), huszárőrnagy, Mária Terézia rend lovagja, földbirtokos, valamint dasztifalvi Foky Ferenc (1777-1809), 1809-ben inszurgens kapitány, földbirtokos voltak. Varga Lajos és Etényi Jozefa frigyéből született:
- balatonfüredi Varga Sándor, őrnagy
- balatonfüredi Varga Javelin. Férje: Varga Sándor, mérnök.
- balatonfüredi Varga Kornélia. Férje: gróf Zedvitz György.
- balatonfüredi Varga Imre Ignác Zsigmond (Rábahídvég, 1826. augusztus 29.–Balatonfüred, 1894. november 27.), Zala vármegye főszamvevője, cs. és kir. ezredes, földbirtokos. Neje: bocsári Svastics Ilona (Kér, Somogy vármegye, 1830. szeptember 6.–Nagykanizsa, 1888. július 29.)
- balatonfüredi Varga Kamilla. Férje: báró Wuisthoff Péter alezred
- balatonfüredi Varga Izidor Ignác Ernő (Rábahídvég, 1831. április 1.–Buda, 1872. november 4.), cs. és kir. százados, földbirtokos. Neje: báró Rottenhoff Zsófia.[5]